# Tokary-Rąbież
Tokary-Rąbież (d. Tokary-Rąbierz) – część miasta Płocka, położona na południowych obrzeżach miasta. Rozpościera się w okolicach ul. Przeprawa.

## Historia
Do 1954 należały do gminy Dobrzyków w powiecie gostynińskim. W Królestwie Polskim przynależała do guberni warszawskiej, a w okresie międzywojennym do woj. warszawskiego. Tam, 20 października 1933 weszły w skład nowo utworzonej gromady Tokary w granicach gminy Dobrzyków, składającą się z wsi Tokary-Rąbierz, Tokary Dolne, Okopy Tokarskie, Lejdyków i Lisewo.
Podczas II wojny światowej włączona do III Rzeszy. Po wojnie ponownie w Polsce.
W związku z reorganizacją administracji wiejskiej (zniesienie gmin) jesienią weszły w skład nowo utworzonej gromady Dobrzyków w powiecie gostynińskim. Tam przetrwały do końca 1972 roku, czyli do kolejnej reformy gminnej.
1 stycznia 1973, w związku z kolejną reformą administracyjną (odtworzenie gmin i zniesienie gromad i osiedli) Tokary-Rąbież weszły w skład nowo utworzonej gminy Gąbin w powiecie gostynińskim. W latach 1975–1996 miejscowość administracyjnie należała do województwa płockiego. 1 stycznia 1997 Tokary-Rąbież włączono do Płocka.